# Wurundjeri
 (octobre 2016).
Si vous disposez d'ouvrages ou d'articles de référence ou si vous connaissez des sites web de qualité traitant du thème abordé ici, merci de compléter l'article en donnant les références utiles à sa vérifiabilité et en les liant à la section « Notes et références ».

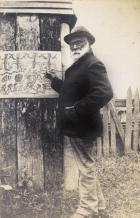
William Barak dessinant sur une peau de possum (corroboree).

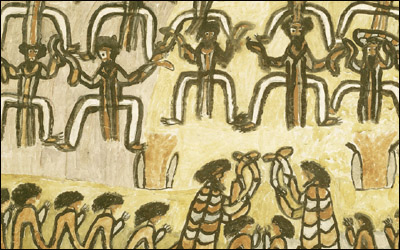
Corroboree de William Barak

Les Wurundjeris sont une tribu d'aborigènes de la nation Kulin qui vit dans la vallée du Yarra et de ses affluents à l'emplacement actuel de Melbourne, en Australie. 
Ils parlent la langue Woiwurrung. 

## Étymologie
Les Wurundjeri tirent leur nom du «wurun»  (l'Eucalyptus viminalis) qui est un arbre commun le long du Yarra. 

## Territoire
Leur territoire s'étend depuis la cordillère australienne au nord, au mont Baw Baw à l'est, à la Mordialloc Creek à l'est et à la rivière Werribee à l'ouest. Il est bordé par celui des Gunais (ou Kurnais) dans le Gippsland à l'est, et celui des Bunurongs dans la péninsule Mornington au sud.

## Historique
Les Wurundjeris furent la tribu la plus affectée par les effets de la colonisation britannique dans la région de Melbourne. En 1842, un corps de police autochtone fut créé, basé à Narre Warren puis, plus tard, déménagé à Merri Creek. 
En 1863, les survivants de la tribu Wurundjeri et autres tribus parlant le Woiwurrung se réinstallèrent de force dans la Coranderrk Station, près d'Healesville. En dépit de nombreuses pétitions, lettres, et délégations auprès de colons et du gouvernement fédéral, l'octroi de ces terres à titre de compensation pour leur pays perdu leur a été refusée. Coranderrk a été fermé en 1924 et ses occupants à nouveau déplacés vers le lac Tyers au Gippsland. 

## Personnalités
Parmi les personnalités Wurundjeris de l'époque de la colonie britannique on peut citer: 
- Billibellary, (vers 1799 - 10 août 1846) chef du clan Willam des Wurundjeri
- Simon Wonga (vers 1824 - 1874), fils de Billibellary et chef de clan
- William Barak (vers 1824 - 1903), le dernier chef du clan Willam
- Tullamareena
- Derrimut.